# راشيل كوغان
راشيل كوغان هي مربية ورسامة أوكرانية، ولدت في 1912، وتوفيت في 1998.